# Ulica Tadeusza Kościuszki w Prudniku
Ulica Tadeusza Kościuszki w Prudniku – ulica w Prudniku, w zachodniej części miasta.
Jedna z głównych ulic w Prudniku. Prowadzi w kierunku Głuchołaz przez Łąkę Prudnicką, Moszczankę i Pokrzywną.

## Historia

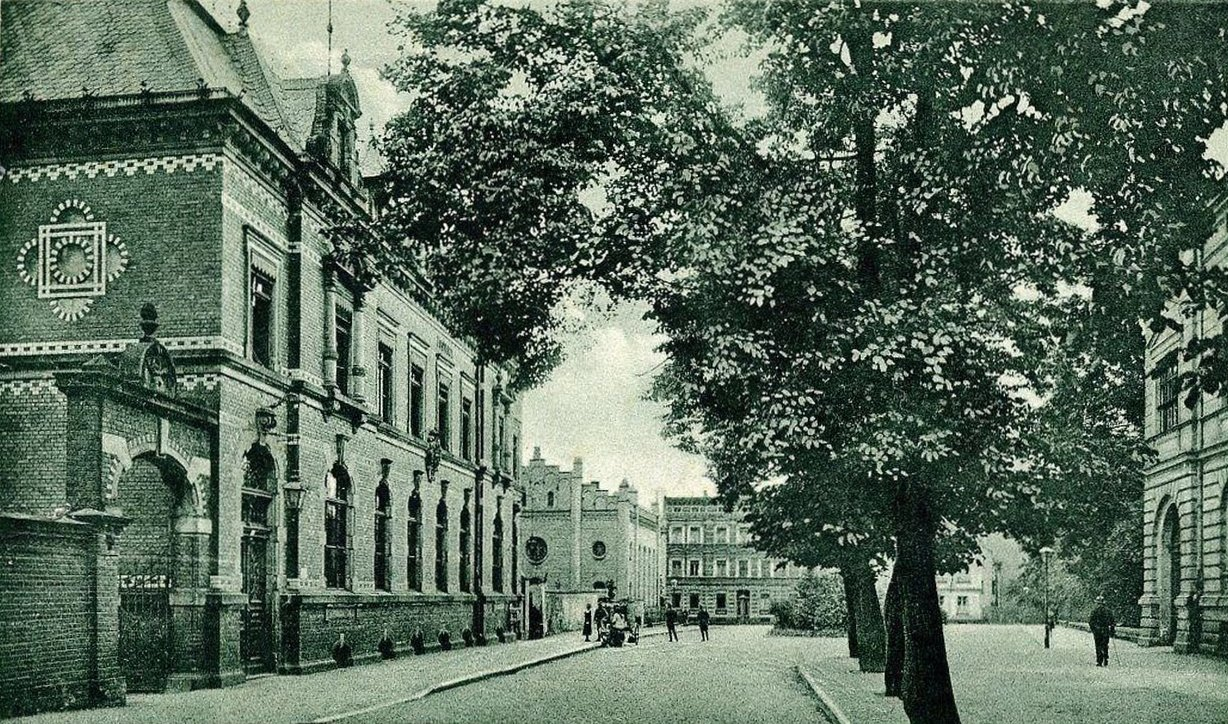
Ulica Kościuszki na początku XX wieku, po lewej Urząd Pocztowy i synagoga

Ulica Kościuszki została wytyczona na przełomie XVIII i XIX wieku na południowy zachód od centrum miasta. W II połowie XIX wieku przejęła ona funkcję głównego wjazdu do miasta dla dróg z północy i zachodu. Nosiła wówczas nazwę Wiesenerstrasse (ulica Łąkowa).

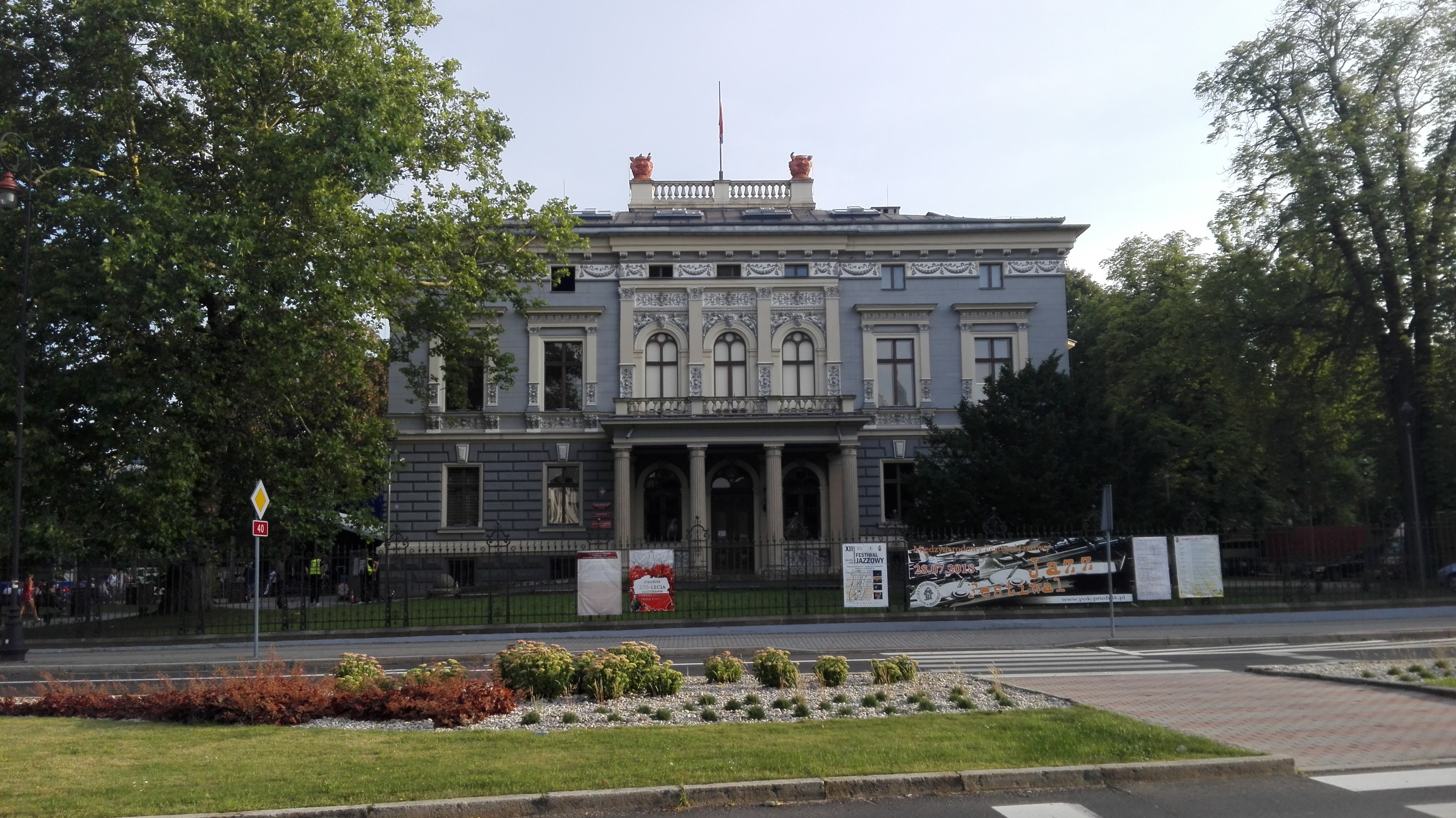
Willa rodziny Fränkel, wzniesiona w 1883

W 1849 przy ul. Kościuszki urządzono nowy cmentarz. W 1877 u zbiegu ulic Klasztornej i Kościuszki zbudowano synagogę. Po przeciwnej stronie ulicy w 1883 wzniesiono willę Hermanna Fränkla. W 1891 w gmachu przy ulicy ulokowano urząd celny (obecnie budynek Prokuratury Rejonowej).

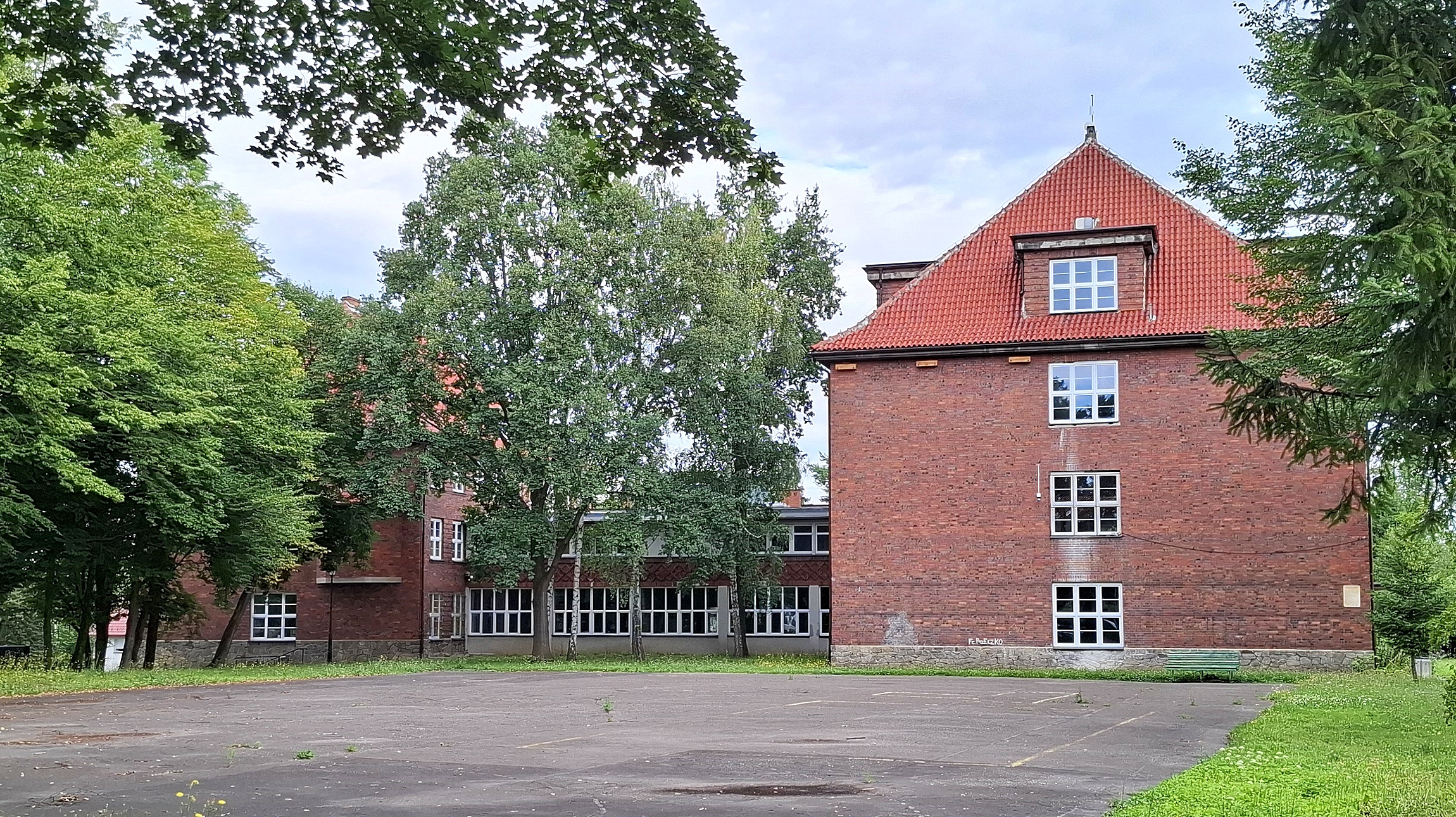
II Liceum Ogólnokształcące, wzniesione w 1929

Ulica pełniła rolę reprezentacyjnej arterii miasta. Odbywały się na niej uroczystości, takie jak pochody, manifestacje, defilady i parady, np. w sierpniu 1928 z okazji jubileuszu Towarzystwa Strzeleckiego w Prudniku. 18 listopada 1902 otwarto Sąd Okręgowy przy ul. Kościuszki. W 1929 ukończono budowę gmachu liceum z salą sportową i konwentem sióstr urszulanek (obecnie II Liceum Ogólnokształcące). W 1937 ulicę przemianowano na Hindenburgstrasse (ulica Hindenburga).

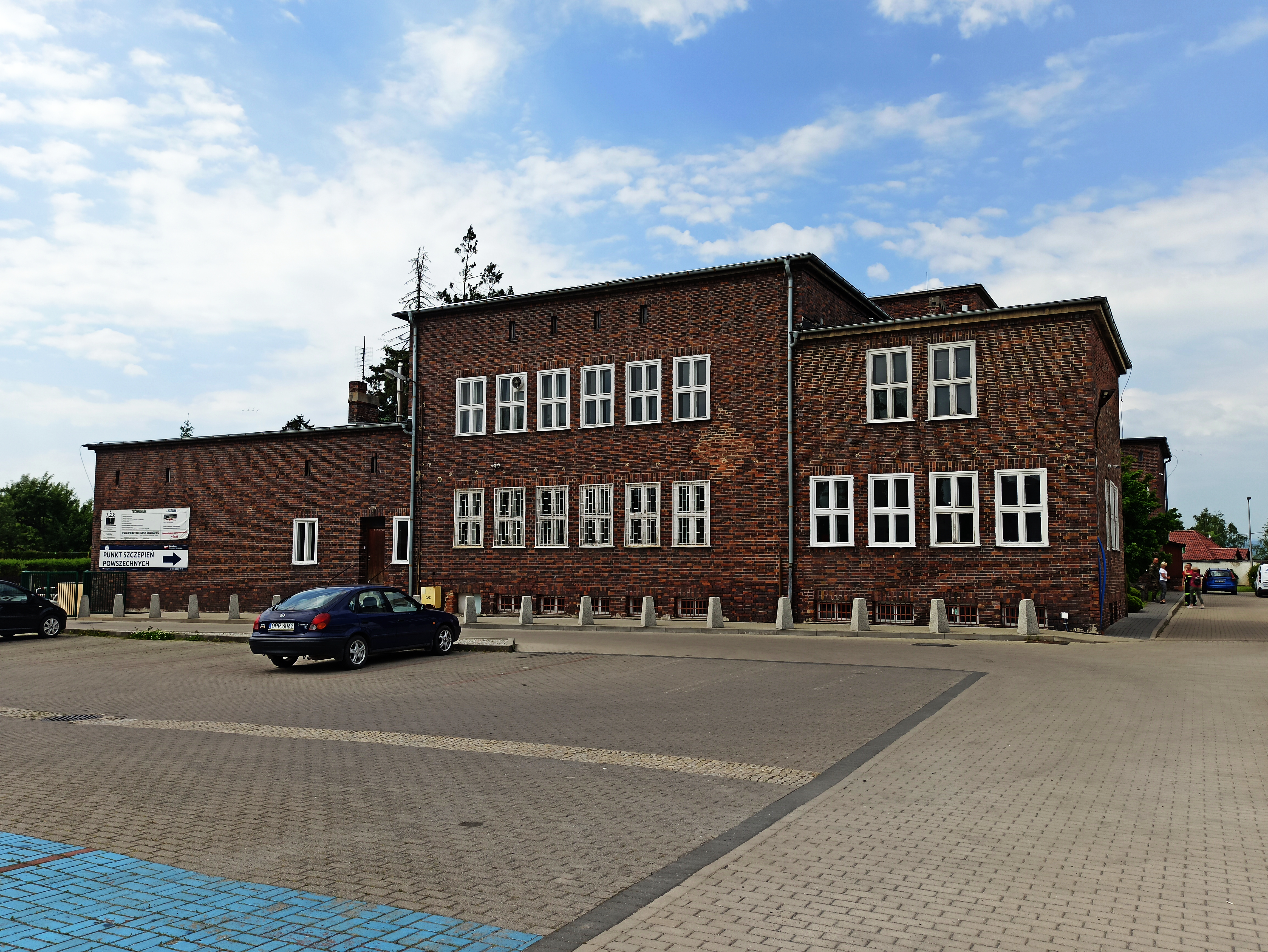
Zespół Szkół Rolniczych, podczas II wojny światowej szpital wojskowy

Podczas II wojny światowej w budynku szkoły rolniczej ulokowano szpital wojskowy. W okresie walk o Prudnik, w trakcie ostrzału artyleryjskiego prowadzonego przez Armię Czerwoną w marcu 1945 został zniszczony budynek szkoły ewangelickiej Christliches Vereinshaus. Ulicą przejeżdżały radzieckie czołgi T-34. W pobliżu II Liceum Ogólnokształcącego doszło do potyczki między Niemcami i Rosjanami.
W 1945, po przejęciu Prudnika przez administrację polską, ulica otrzymała nazwę Tadeusza Kościuszki. W budynku przy ul. Kościuszki 3 w grudniu 1945 otwarta została Komunalna Kasa Oszczędności. Na ulicy organizowano pochody z okazji świąt państwowych.

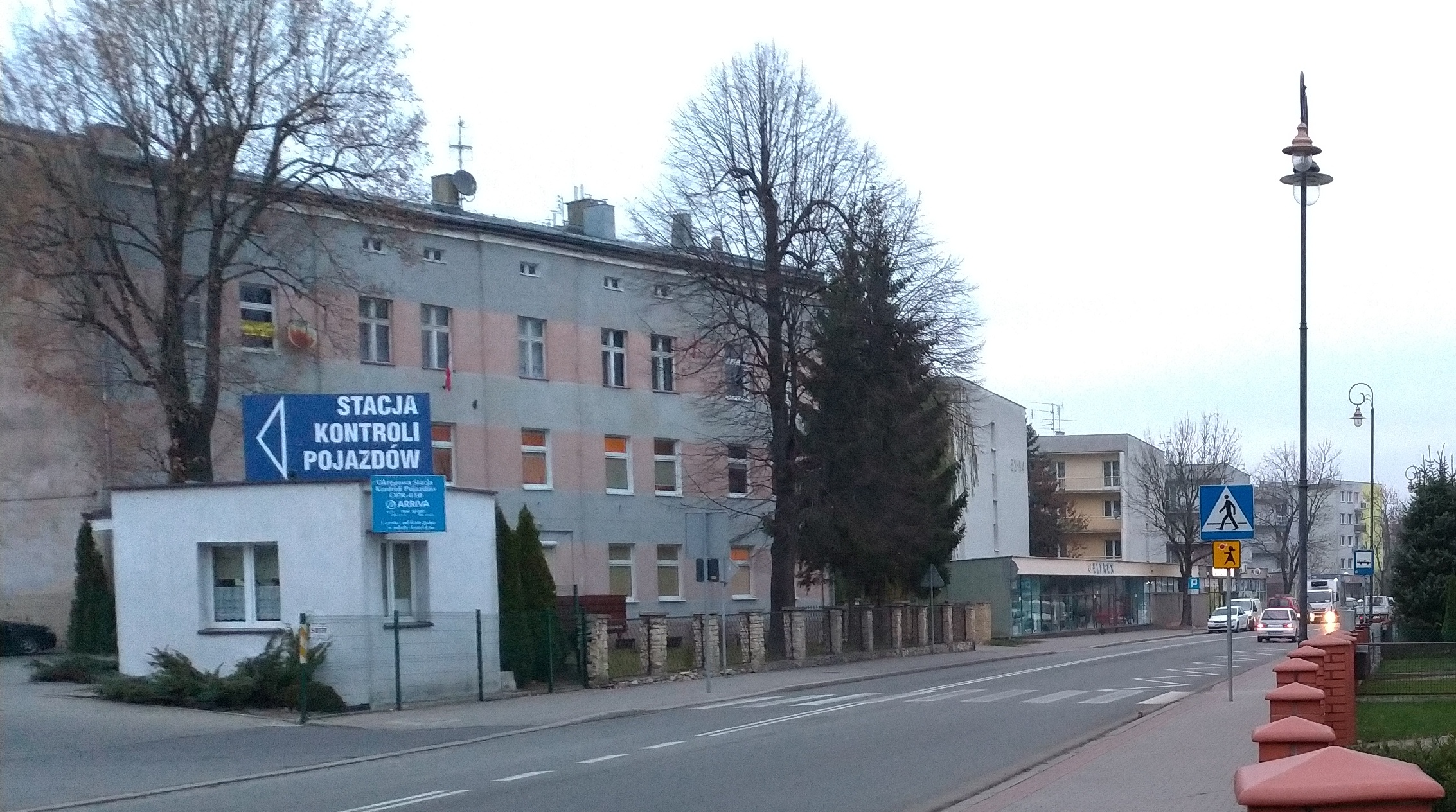
Bloki mieszkalne i pawilony powstałe w latach 60. XX wieku

W latach 1961–1963 przy ulicy powstały cztery bloki mieszkalne wraz z pawilonem. Kolejne dwa bloki zbudowano w 1964. Kąpielisko przy ul. Kościuszki zostało oddane do użytku w 1970, a w 1974 rozbudowano Technikum Rolnicze i zabudowania gospodarstwa szkolnego. W budynku naprzeciwko gmachu sądu działała restauracja „Turystyczna”. Pod koniec lat 80. XX wieku w jej miejscu funkcjonował sklep RTV-AGD, a po jego rozbiórce zbudowano market Biedronka.

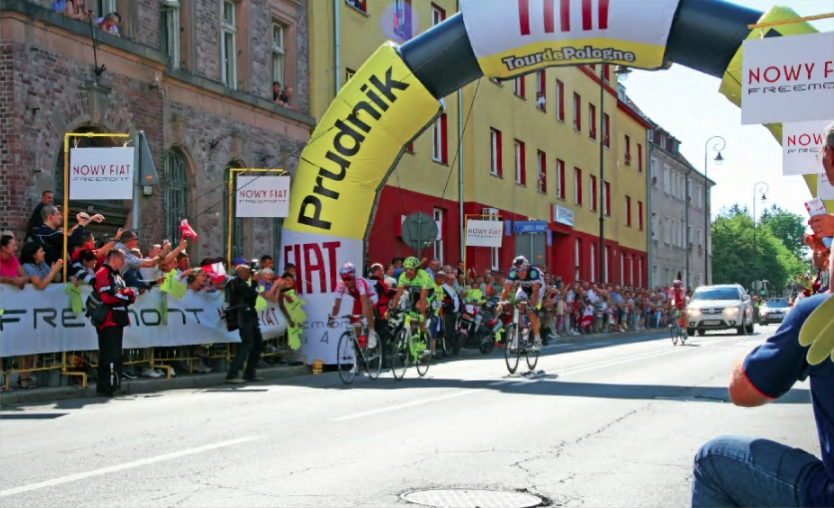
Zawodnicy Tour de Pologne na ul. Kościuszki (2012)

W 2012 ulicą Kościuszki przebiegała trasa wyścigu kolarskiego Tour de Pologne, natomiast w 1976 i 2024 na ulicy znajdowała się meta wyścigu.

## Obiekty
- nr 1 – dawna pastorówka[26].
- nr 1A – dawna willa rodziny Fränkel, siedziba Prudnickiego Ośrodka Kultury[27].
- nr 3 – siedziba Urzędu Miejskiego w Prudniku[28]. W przeszłości siedziba starostwa[29].
- nr 5 – Sąd Rejonowy w Prudniku[30].
- nr 7 – Oddział Zewnętrzny w Prudniku Zakładu Karnego w Nysie[31].
- nr 9 – dworzec autobusowy, od 2023 centrum przesiadkowe[32].
- nr 11 – Prokuratura Rejonowa w Prudniku[33].
- nr 12 – centrala Banku Spółdzielczego w Prudniku[34].
- nr 13A - siedziba Spółki Wydawniczej „Aneks” oraz „Tygodnika Prudnickiego”.
- nr 14 – Poczta Polska, Urząd Pocztowy Prudnik.
- nr 15 – Przychodnia Lekarska „Medicus”[35].
- cmentarz komunalny.
- nr 20 – market Biedronka.
- nr 46-52 i 66-70 – pawilony handlowe.
- nr 55 – II Liceum Ogólnokształcące im. Stefanii Sempołowskiej.
- nr 55A – Powiatowe Centrum Pomocy Rodzinie.
- nr 74 – dyskont Aldi, dawniej zajezdnia autobusów m.in. PKS Prudnik i Arriva Bus Transport Polska.
- nr 76 – Zespół Szkół Rolniczych, a także siedziba Starostwa Powiatowego w Prudniku (w przeszłości budynek był internatem szkoły rolniczej)[29].
- Kompleks Sportowy im. Tradycji Pogoni Lwów i Polonii Bytom.

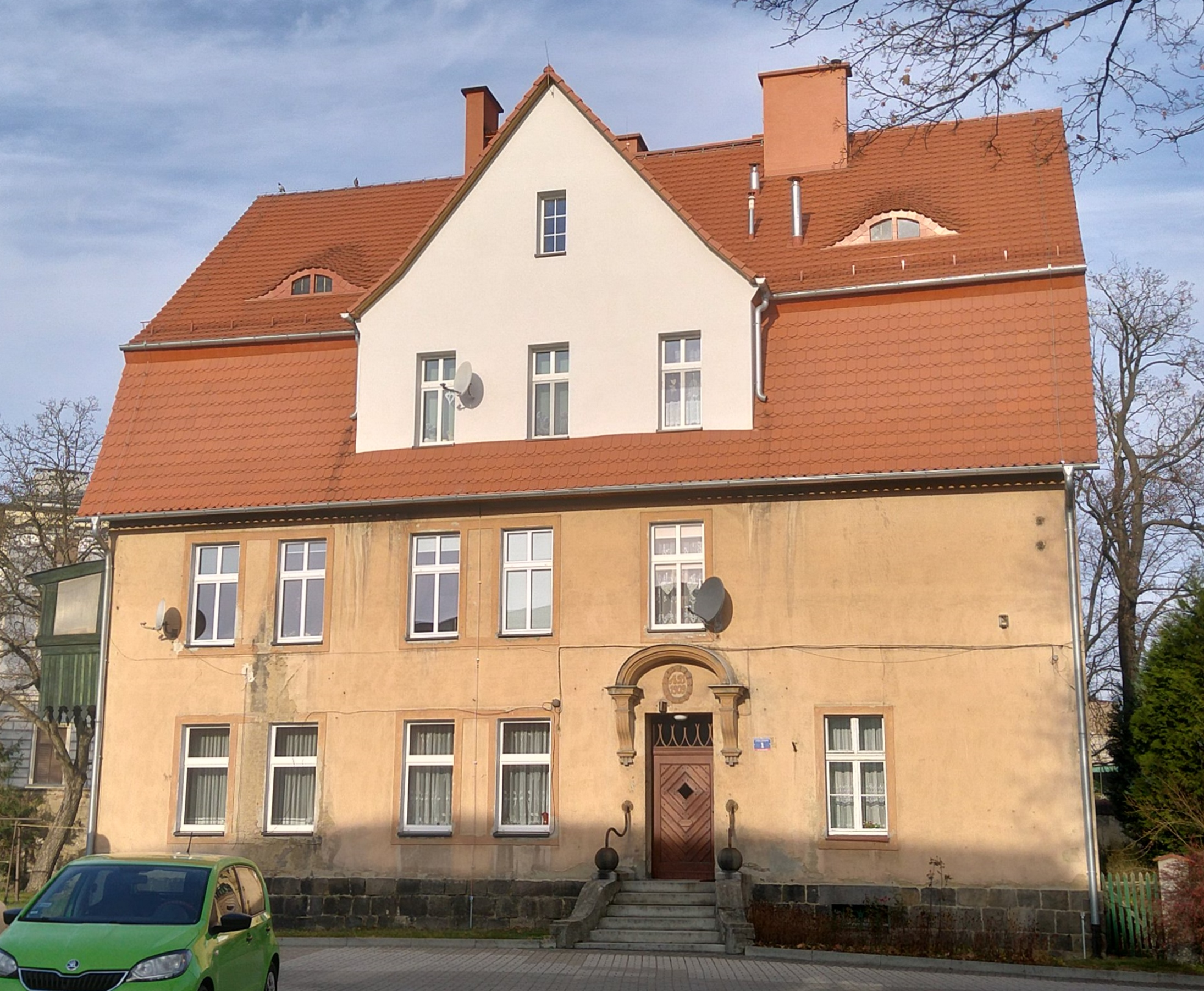
Dawna pastorówka
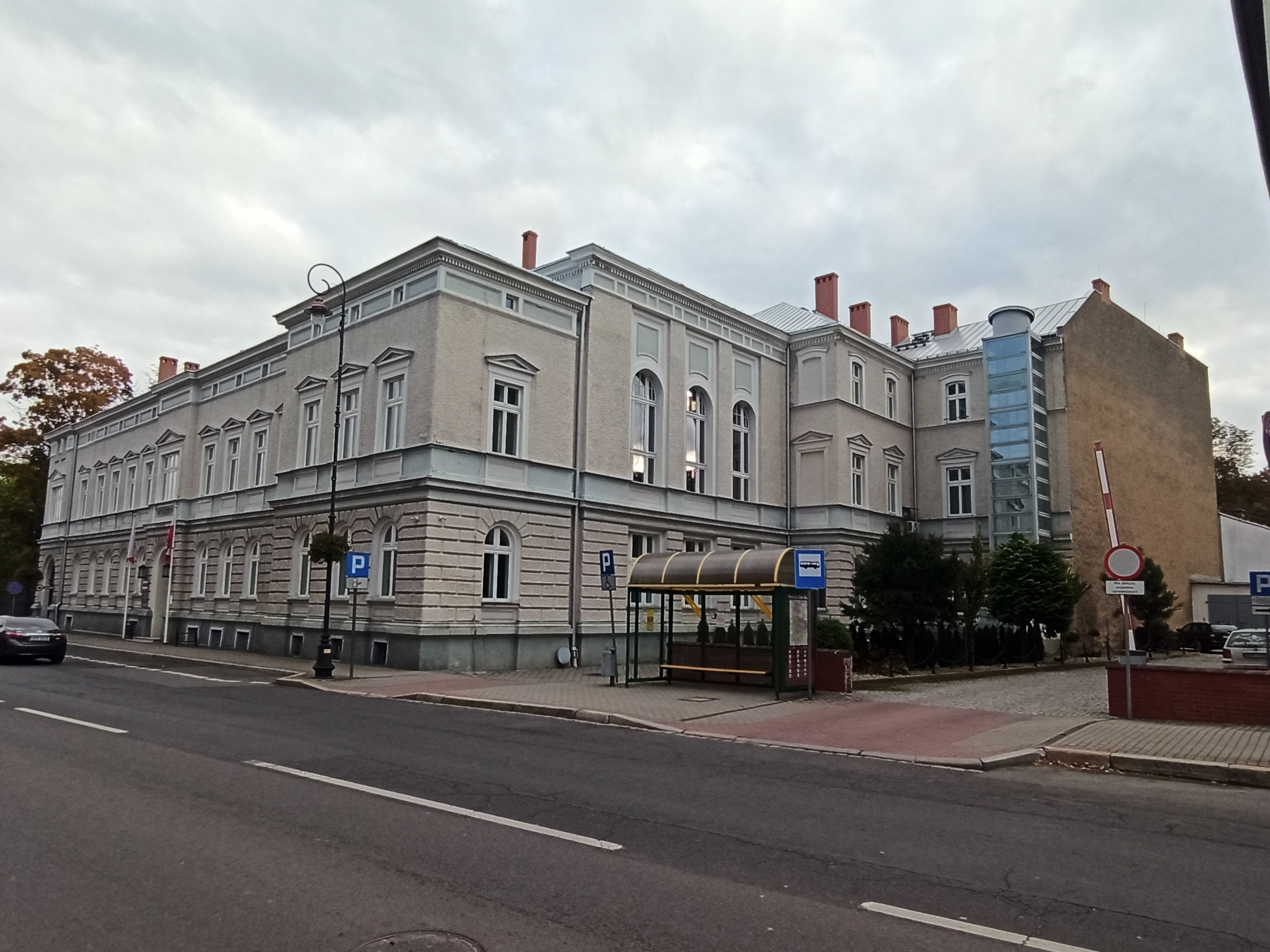
Urząd Miejski
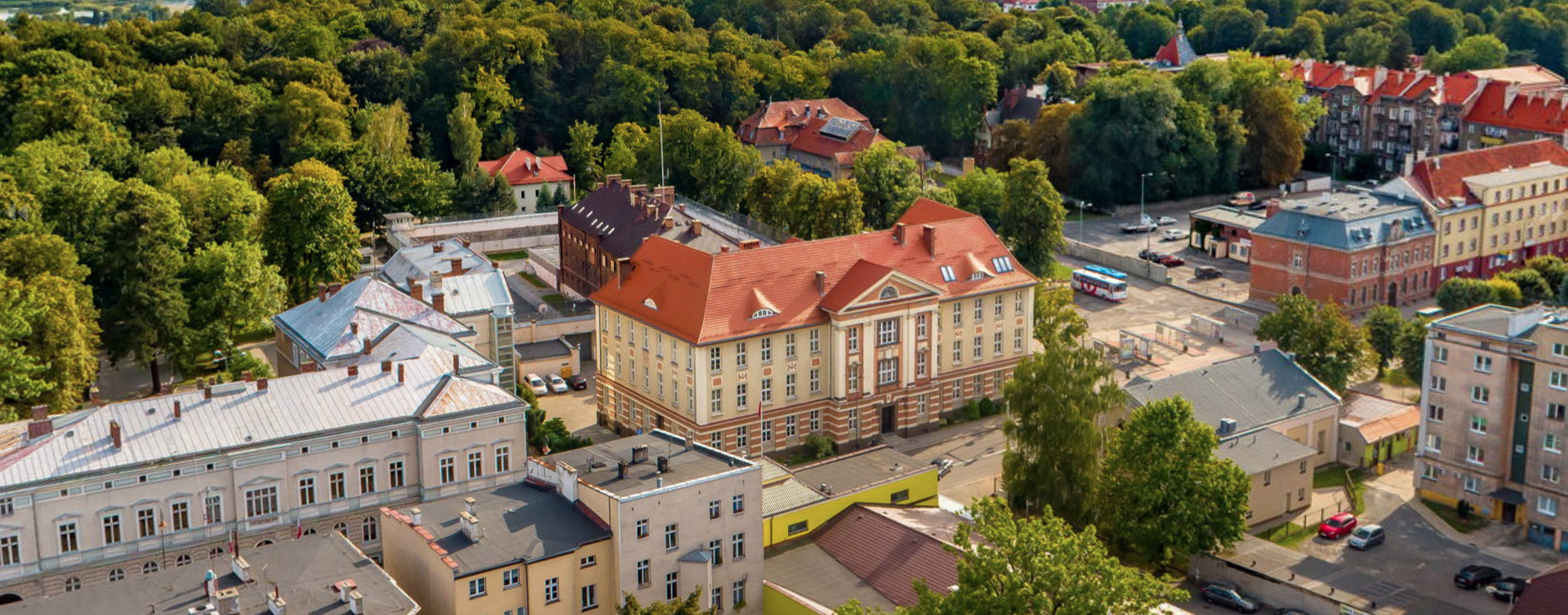
Sąd Rejonowy
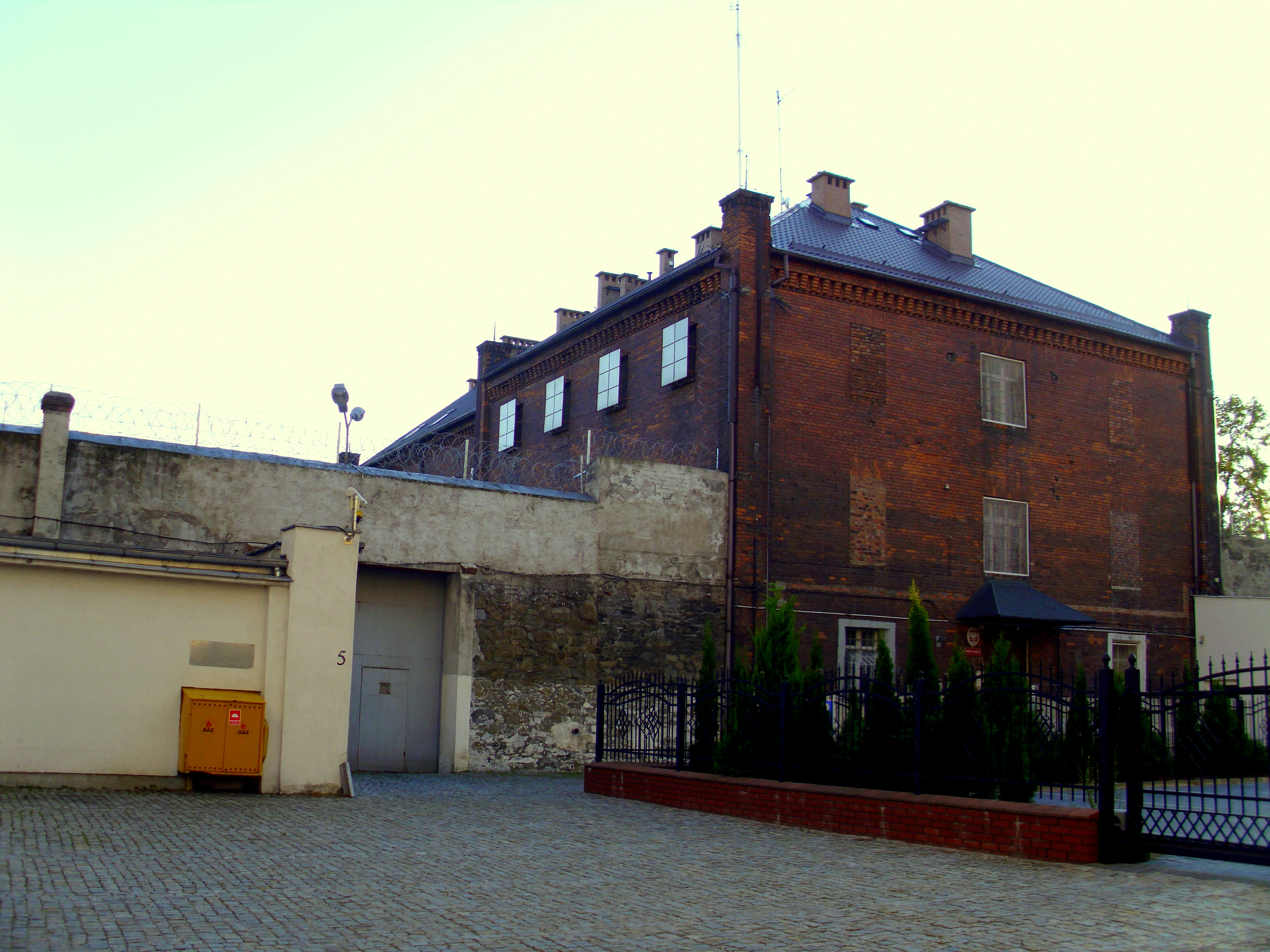
Oddział Zewnętrzny w Prudniku
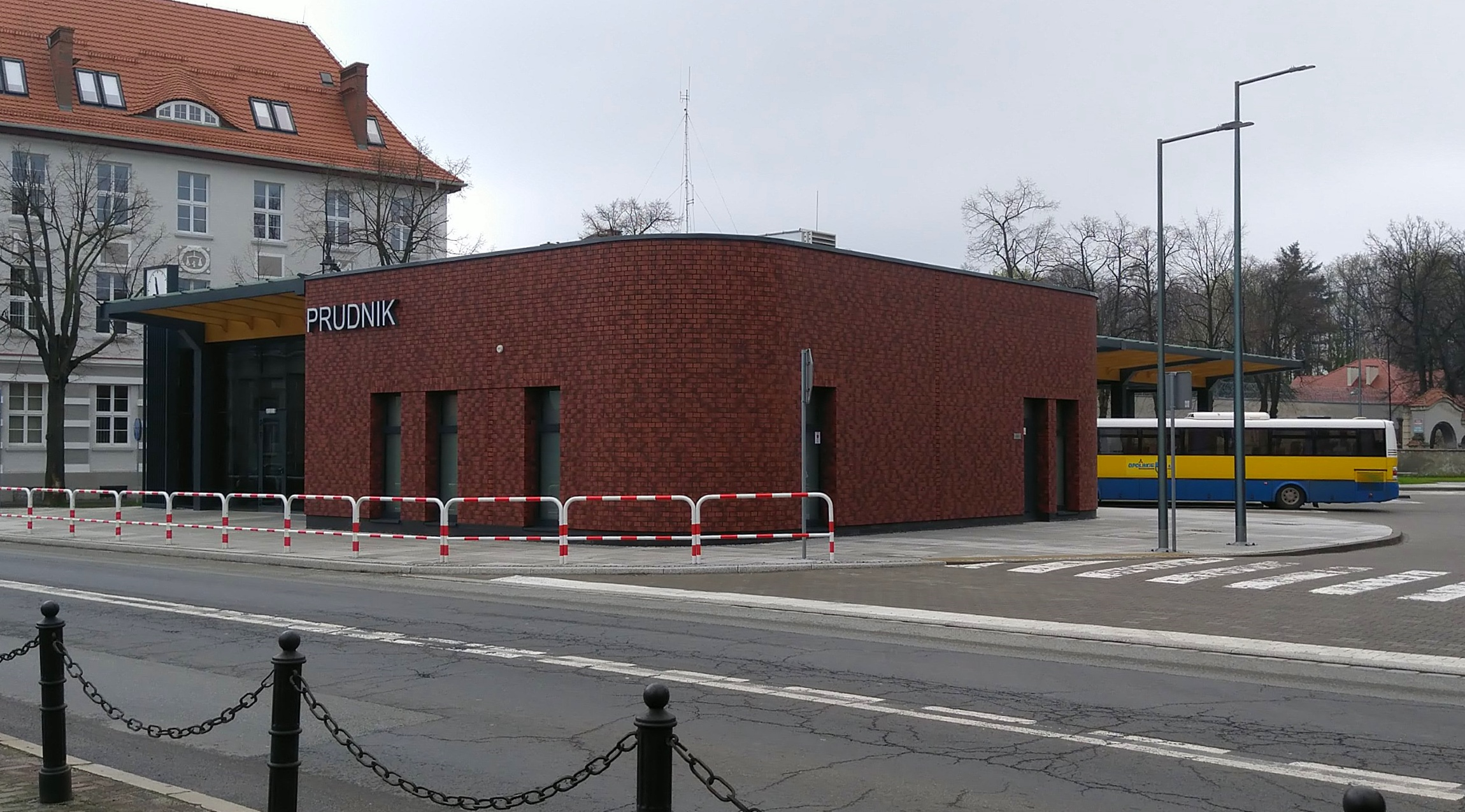
Centrum przesiadkowe
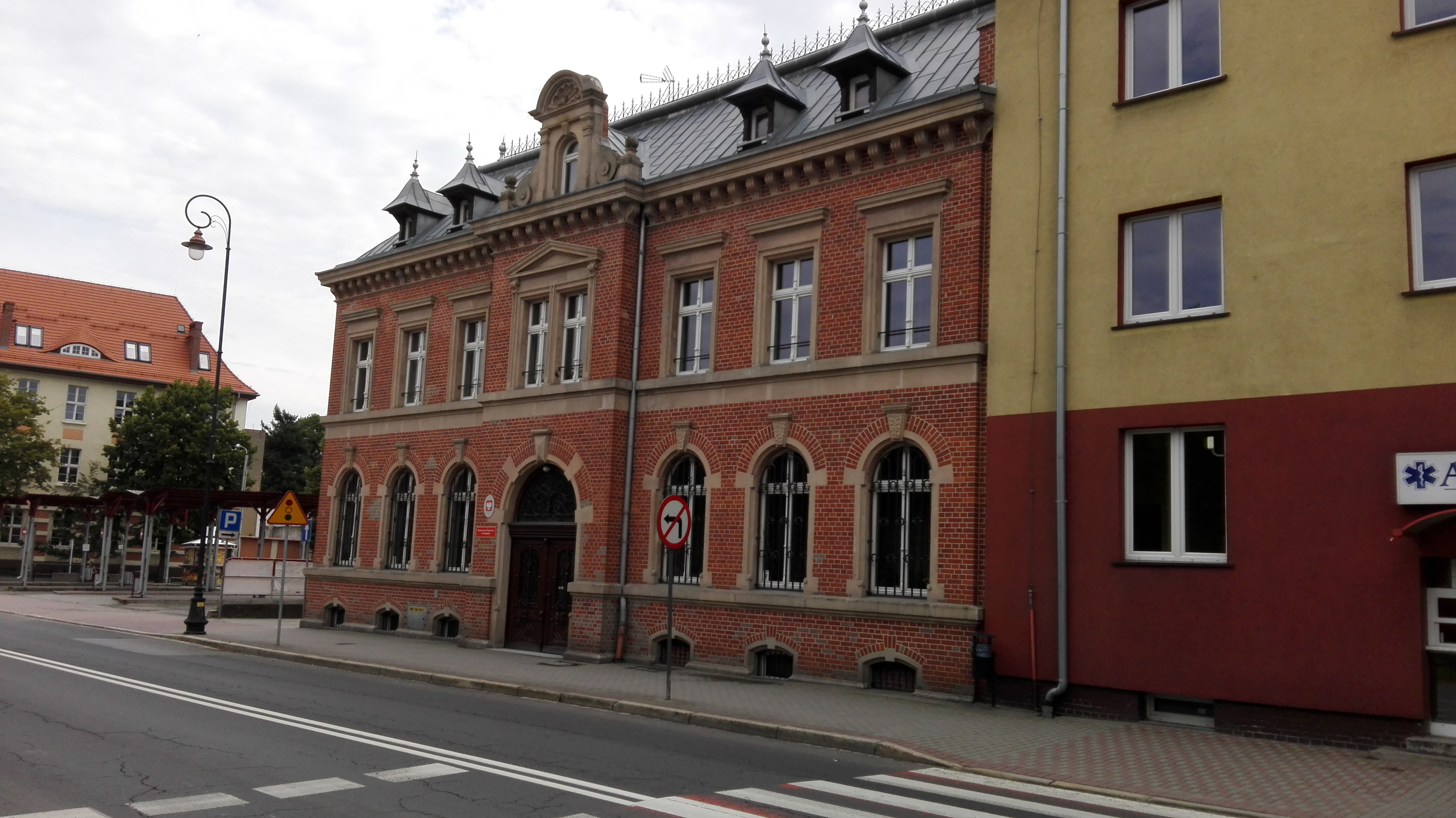
Prokuratura Rejonowa
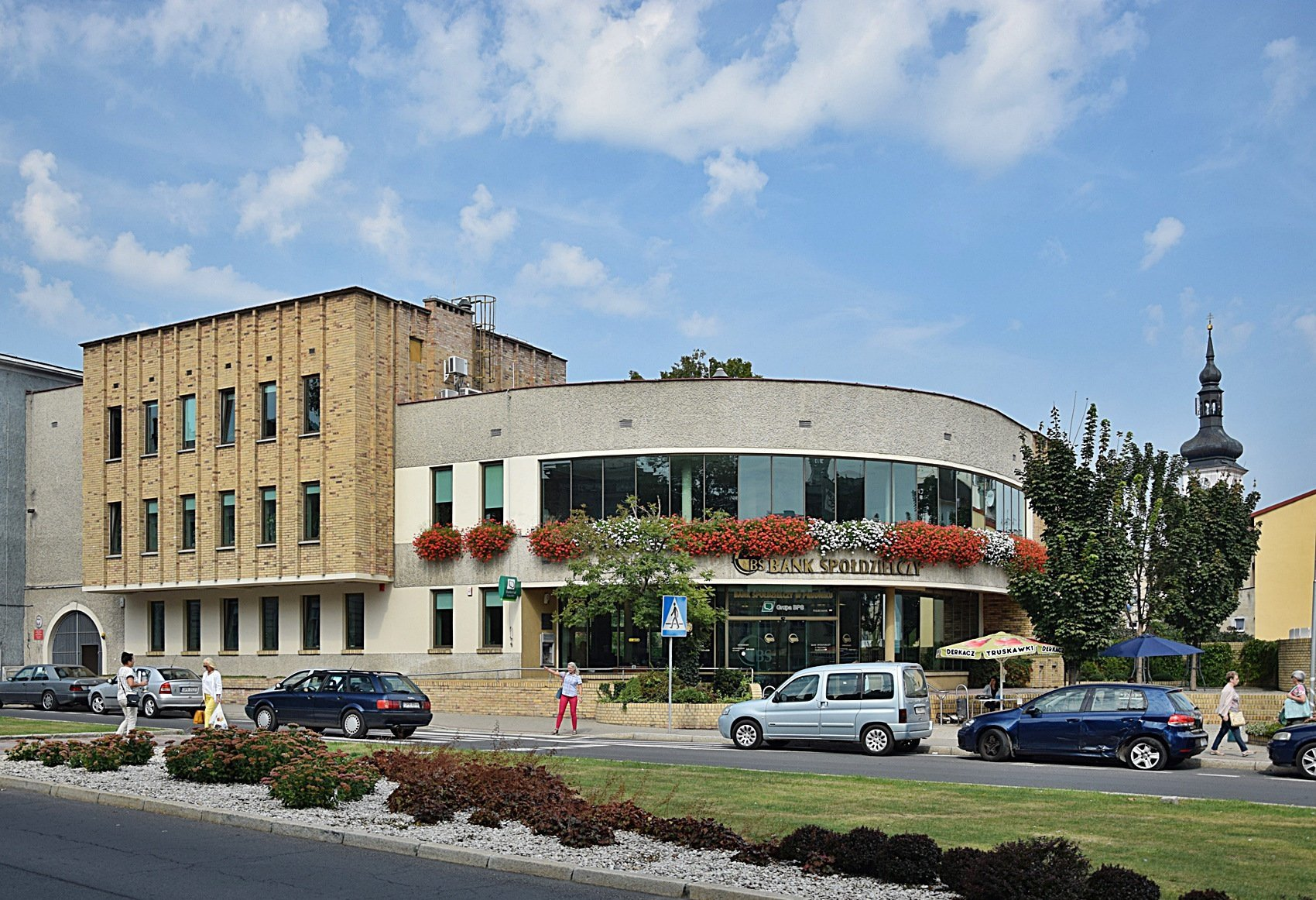
Bank Spółdzielczy
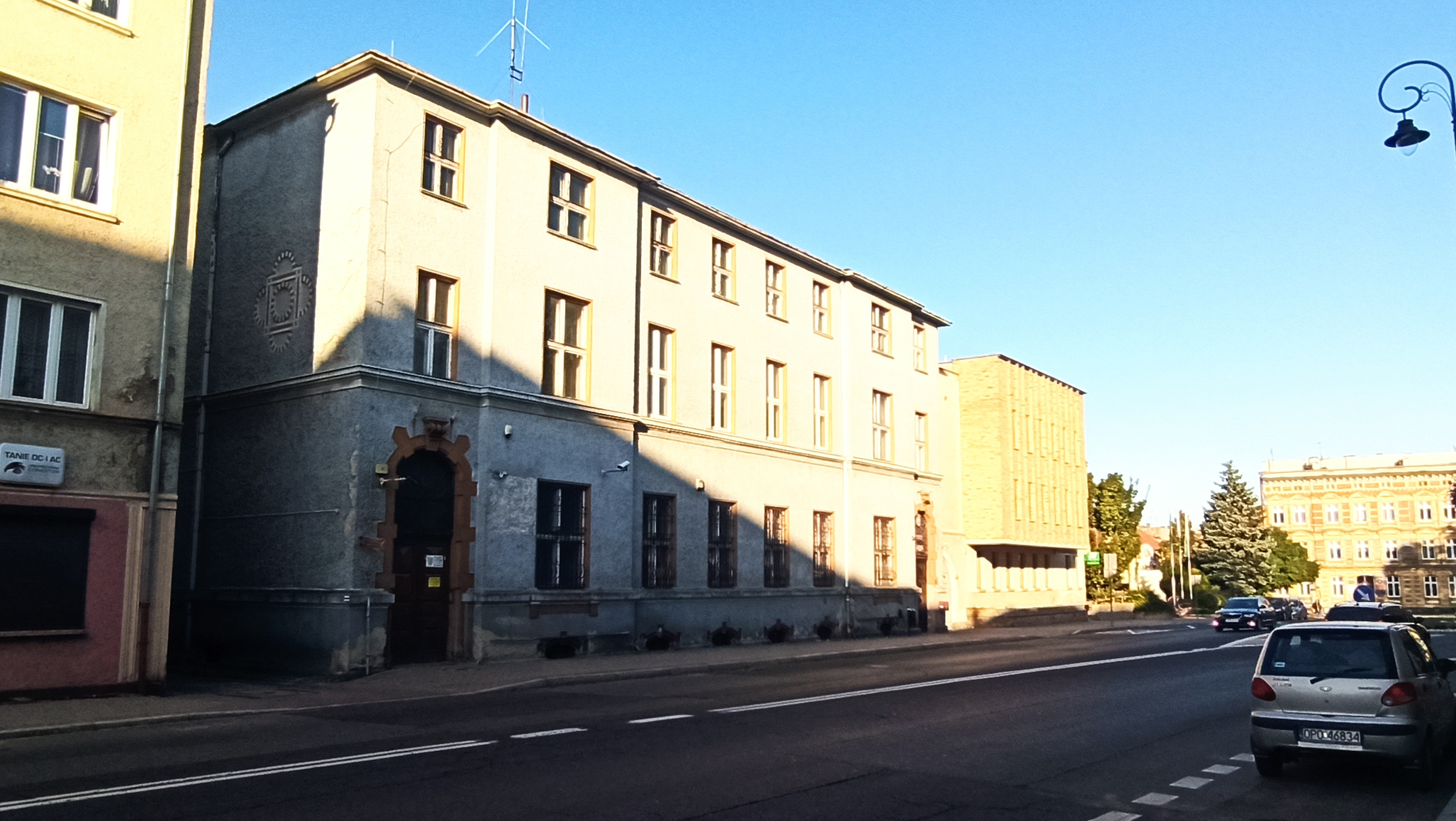
Urząd Pocztowy
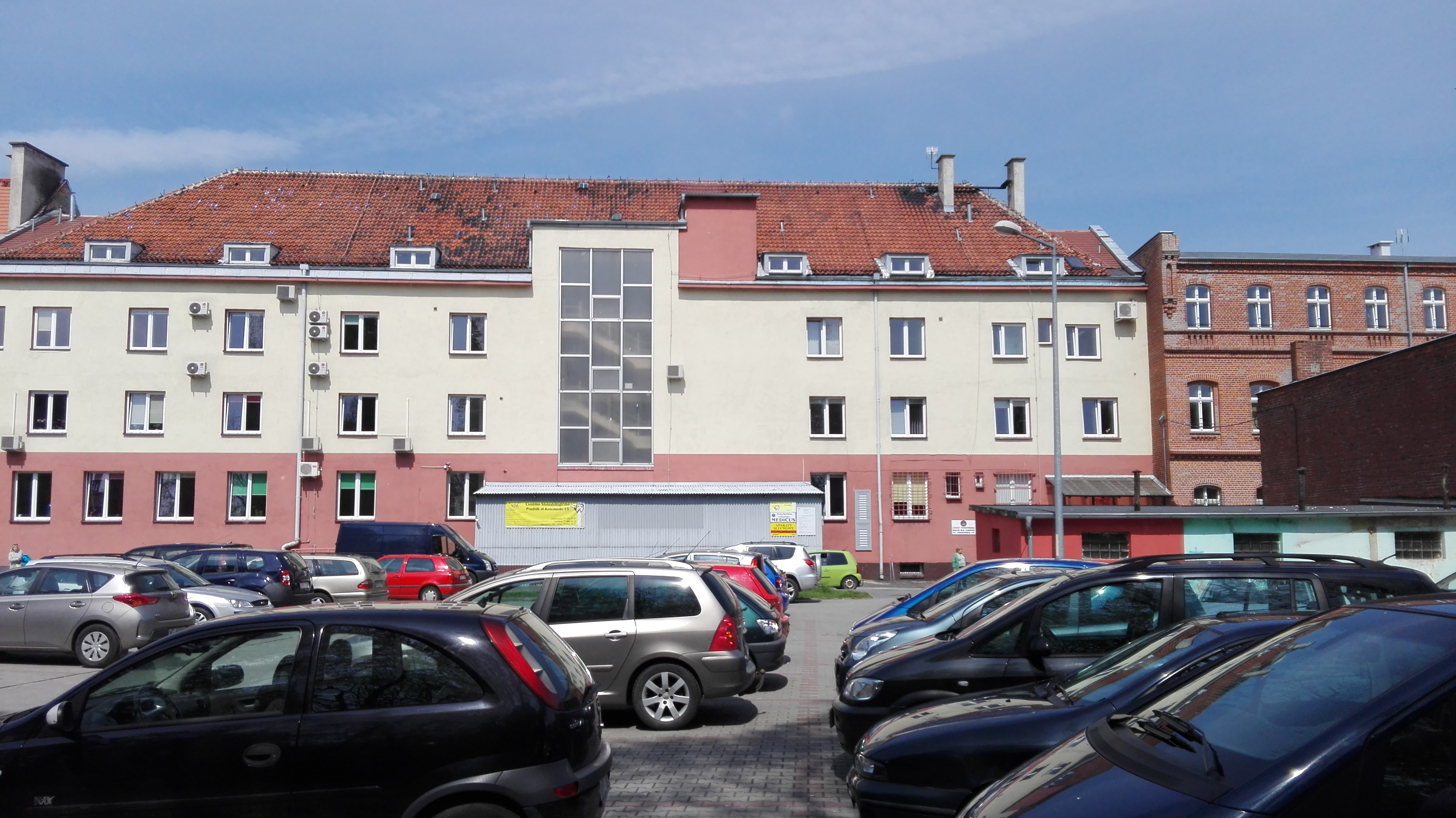
Przychodnia Lekarska „Medicus”
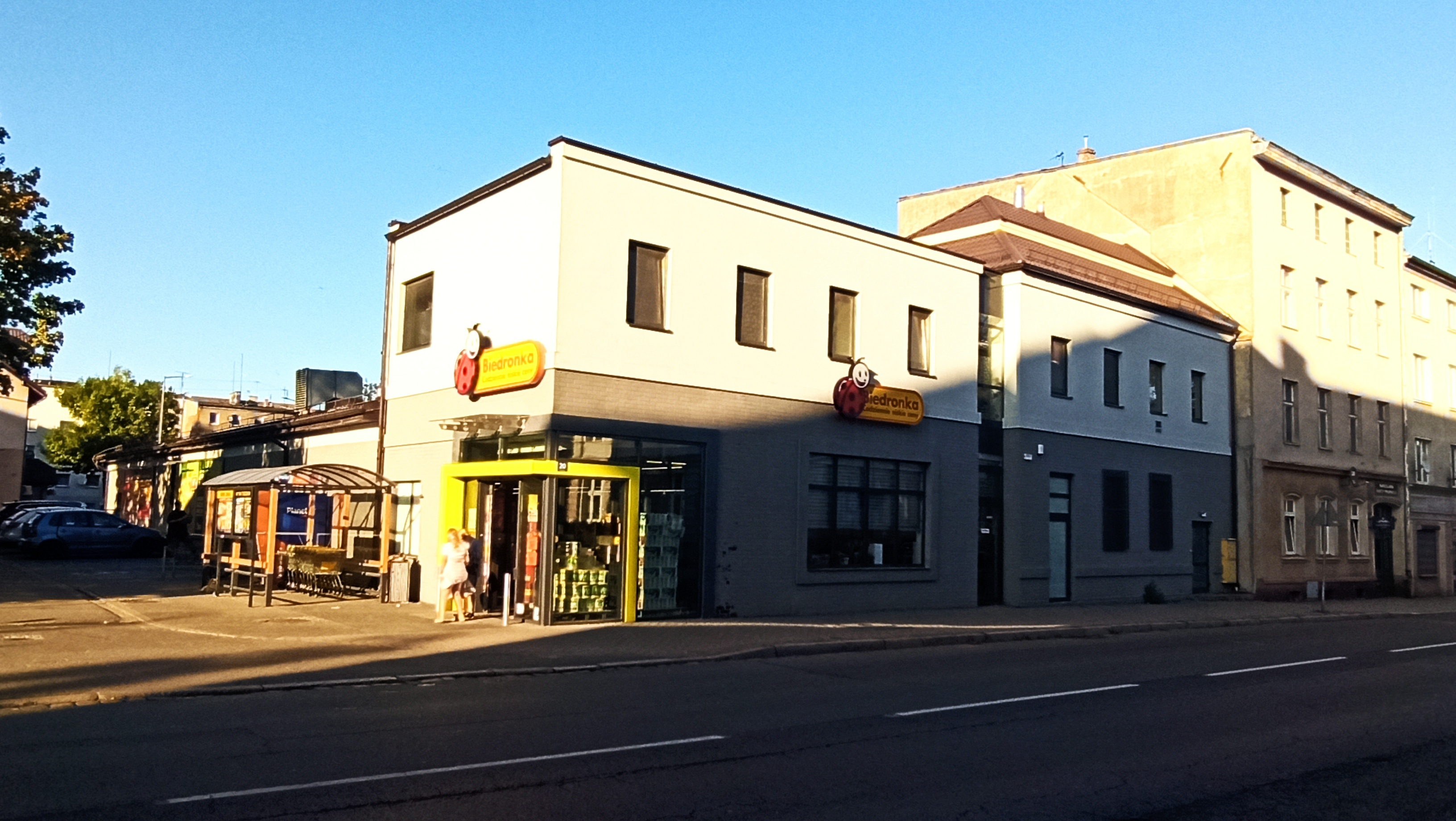
Biedronka
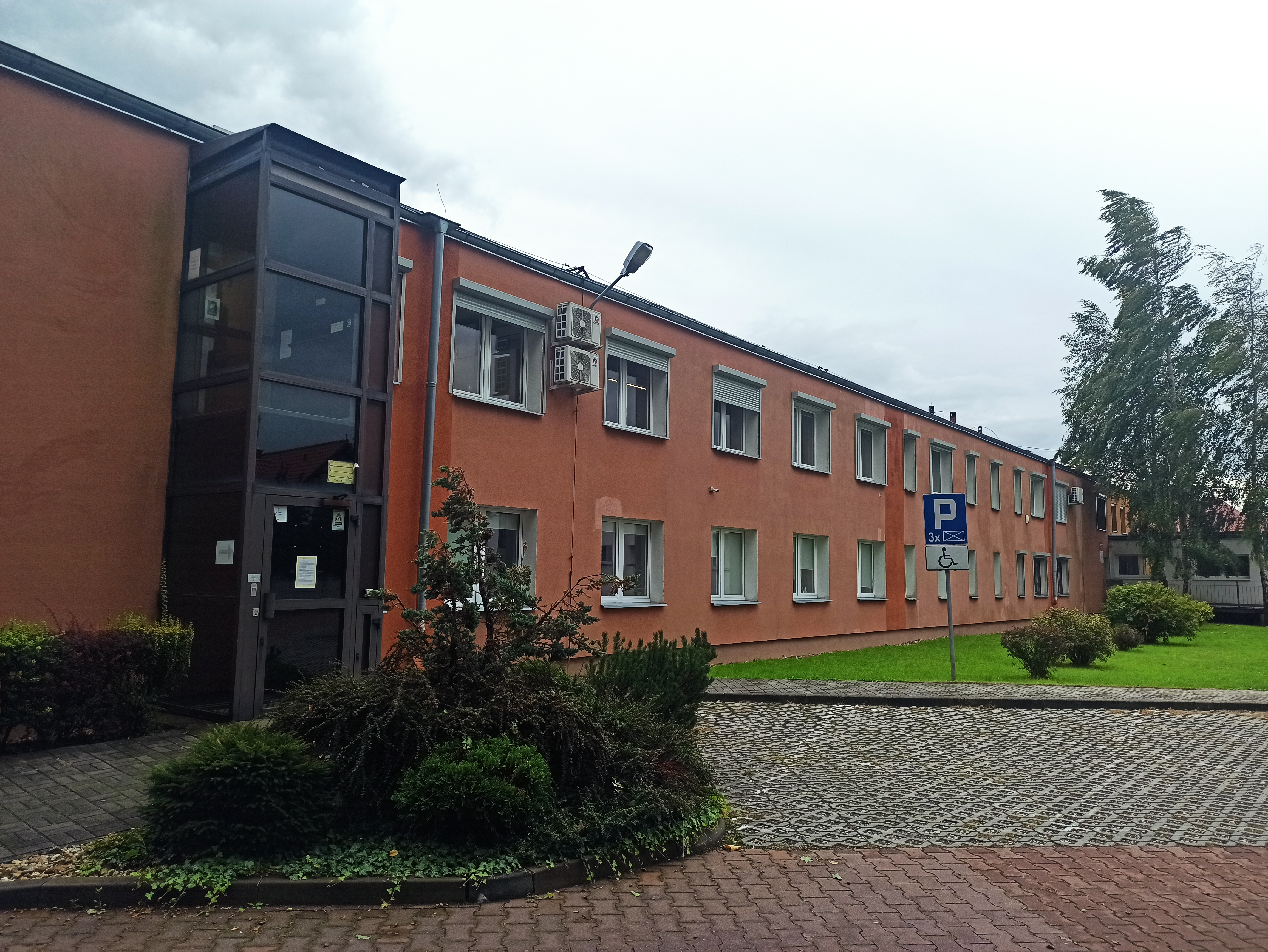
Powiatowe Centrum Pomocy Rodzinie

### Zabytki

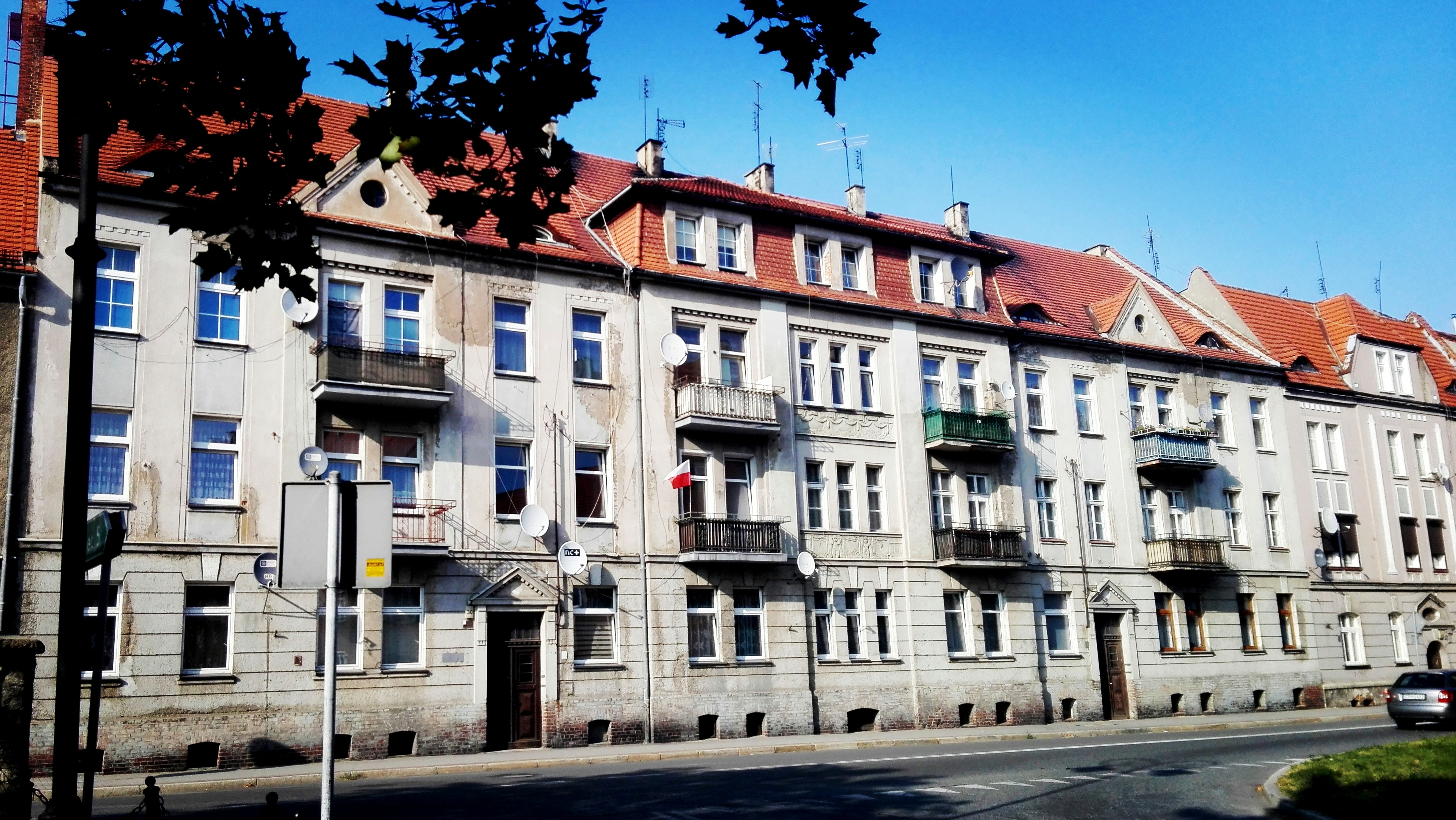
Domy nr 30, 28, 26

Do wojewódzkiego rejestru zabytków wpisane są: cmentarz komunalny z mogiłą zbiorową ofiar II wojny światowej, willa (nr 1A), budynek aresztu śledczego (nr 7), szkoła wraz z gruntem w granicach fundamentowania (nr 55).

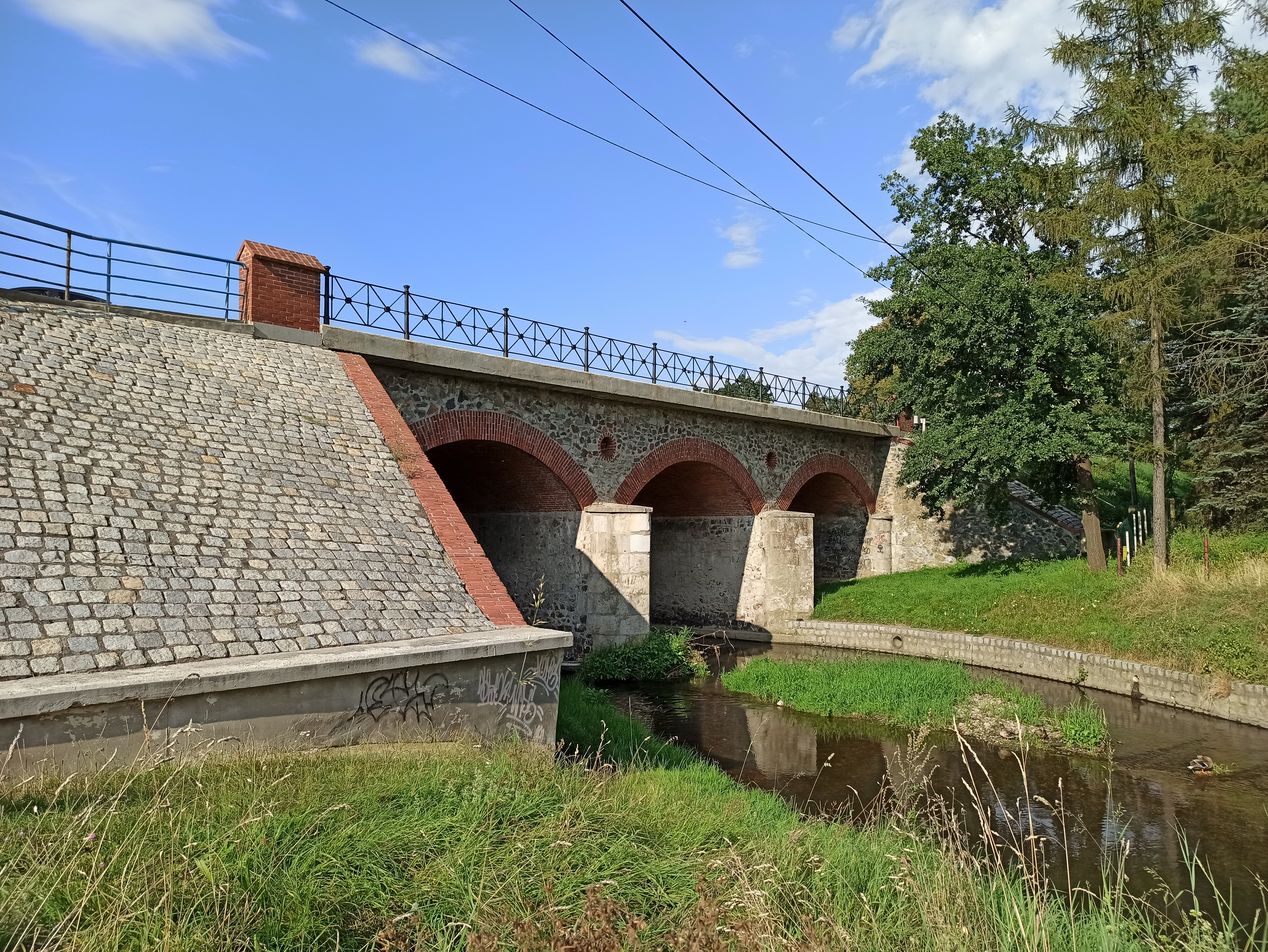
Most nad Złotym Potokiem

Według stanu na 2024 do gminnej ewidencji zabytków było wpisanych 36 obiektów położonych przy ul. Kościuszki: kapliczka nagrobna (pod numerem 1), cmentarz komunalny wraz z bramą w ogrodzeniu i mogiłą zbiorową (pod numerem 19), Urząd Miejski (pod numerem 3), budynek sądu (pod numerem 5), budynek aresztu (pod numerem 7), budynek prokuratury (pod numerem 11), oficyna (pod numerem 11), przychodnia rejonowa (pod numerem 15), sala gimnastyczna (pod numerem 22), liceum (pod numerem 55), dawny internat studium nauczycielskiego (pod numerem 72), Zespół Szkół Rolniczych (pod numerem 76), stacja obsługi PKS (pod numerem 74), Prudnicki Ośrodek Kultury (pod numerem 1A), domy (pod numerami: 1, 2, 4, 6, 8, 11, 13-15, 17, 18, 21, 24, 26, 28, 30, 32, 53, 63, 72), most nad rzeką Złoty Potok.

### Obiekty nieistniejące
- Klasztor kapucynów, wzniesiony w 1656 i rozebrany w 1907[38].
- Synagoga, wzniesiona w 1877 z inicjatywy Samuela Fränkla, została spalona przez nazistowskie bojówki podczas nocy kryształowej z 9 na 10 listopada 1938[39].

## Upamiętnienia
- Głaz nauczycieli ziemi prudnickiej, postawiony w 2001 na skwerze przed cmentarzem komunalnym, upamiętnia dziesięciu polskich nauczycieli, którzy działali w Prudniku i okolicy w różnych okresach XIX i XX wieku: Marcin Balcerek, Mieczysław Kielar, Wacław Kowalczyk, Karol Koziołek, Alfred Liczbański, Franciszek Michałowski, Waleria Nabzdyk, Stanisław Nabzdyk, Filip Robota, Aleksander Skowroński[40]. Powstał na podstawie wniosku Związku Nauczycielstwa Polskiego o upamiętnienie nauczycieli związanych z ziemią prudnicką[41]. Umieszczono na nim tekst: „Mądrością, nauką i walką wyraża się patriotyzm, a nie rąk załamaniem”[42]. Został odsłonięty 15 października 2001[43].
- Pomnik Stanisława Szozdy przy ul. Kościuszki, przy głównym wejściu na cmentarz komunalny, odsłonięty 20 września 2014 z okazji pierwszego Memoriału Stanisława Szozdy. Na monumencie znalazł się brązowy odlew przedstawiający Szozdę oraz napis: „Tutaj rozpozczął swą podróż. Pozostawił trwały ślad w historii kolarstwa Stanisław Szozda”. Pod tablicą wypisano niektóre z jego osiągnięć, jak zdobyte medale olimpijskie, mistrzostw świata oraz zwycięstwo Tour de Pologne. Wewnątrz pomnika umieszczono pojemnik z prochami Szozdy[44].
- Makieta synagogi w Prudniku na dawnym Placu Synagogalnym oraz makieta klasztoru kapucynów, stworzone przez Piotra Makałę w ramach projektu Muzeum Ziemi Prudnickiej i miasta Zlaté Hory w 2022[45].

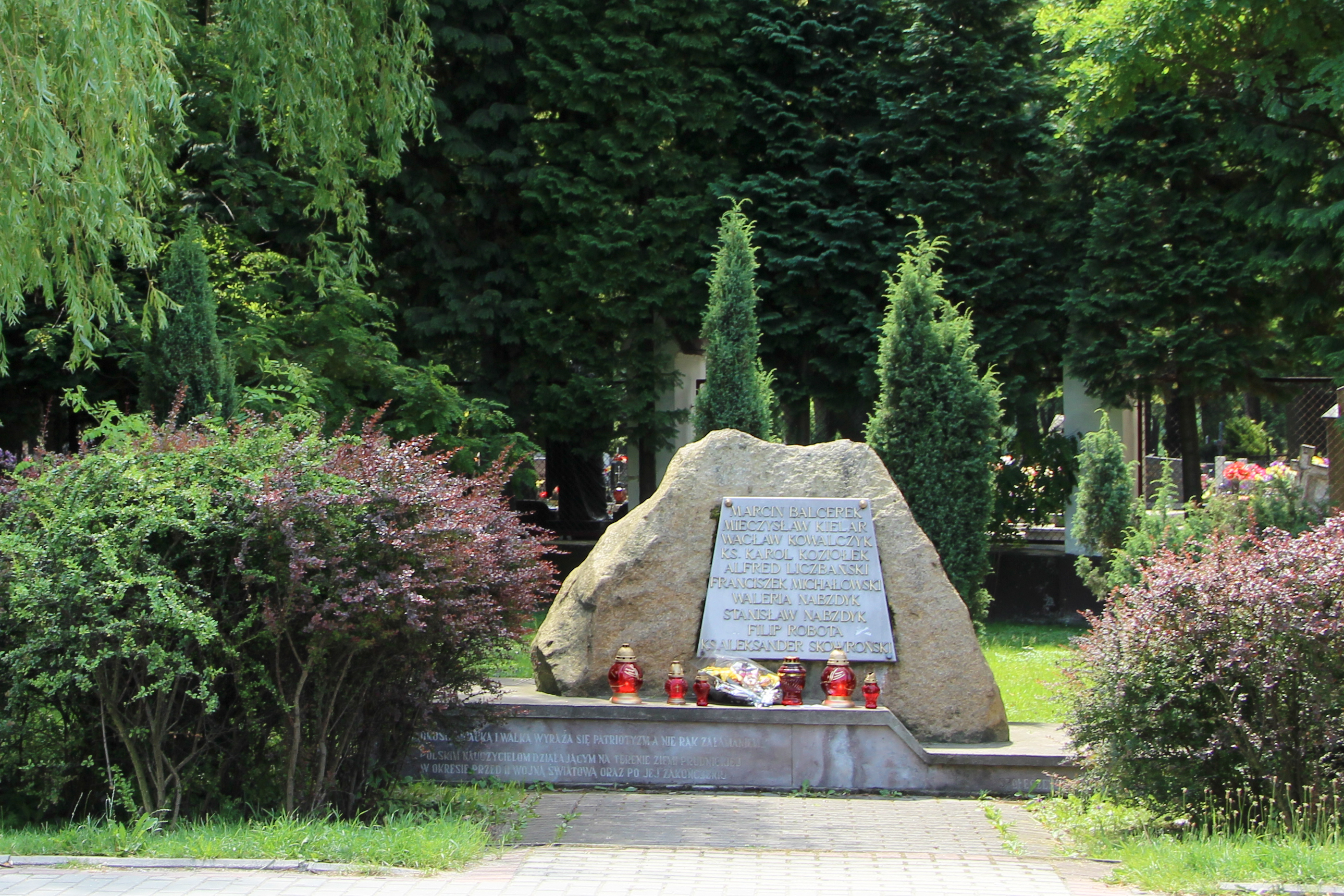
Głaz nauczycieli ziemi prudnickiej
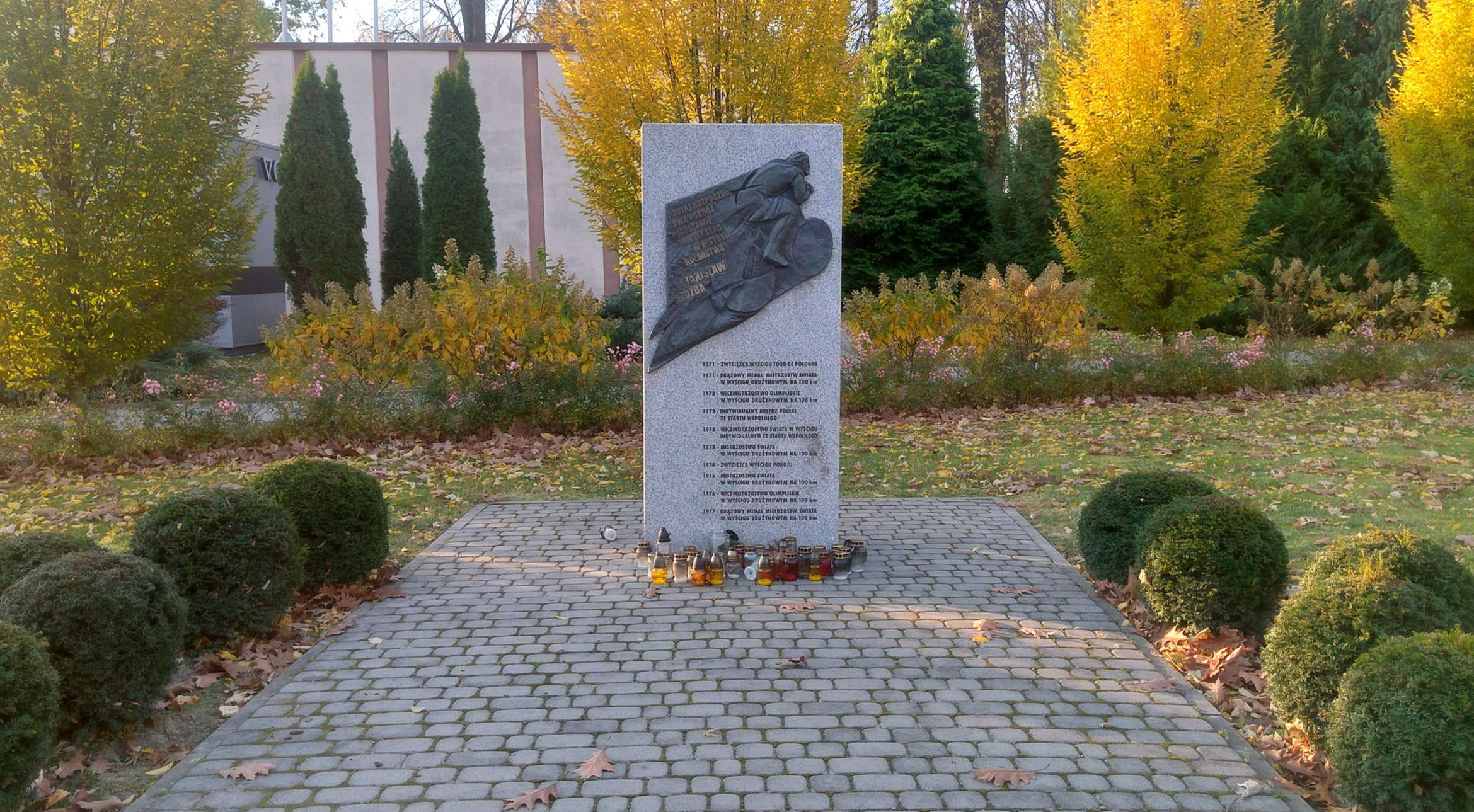
Pomnik Stanisława Szozdy
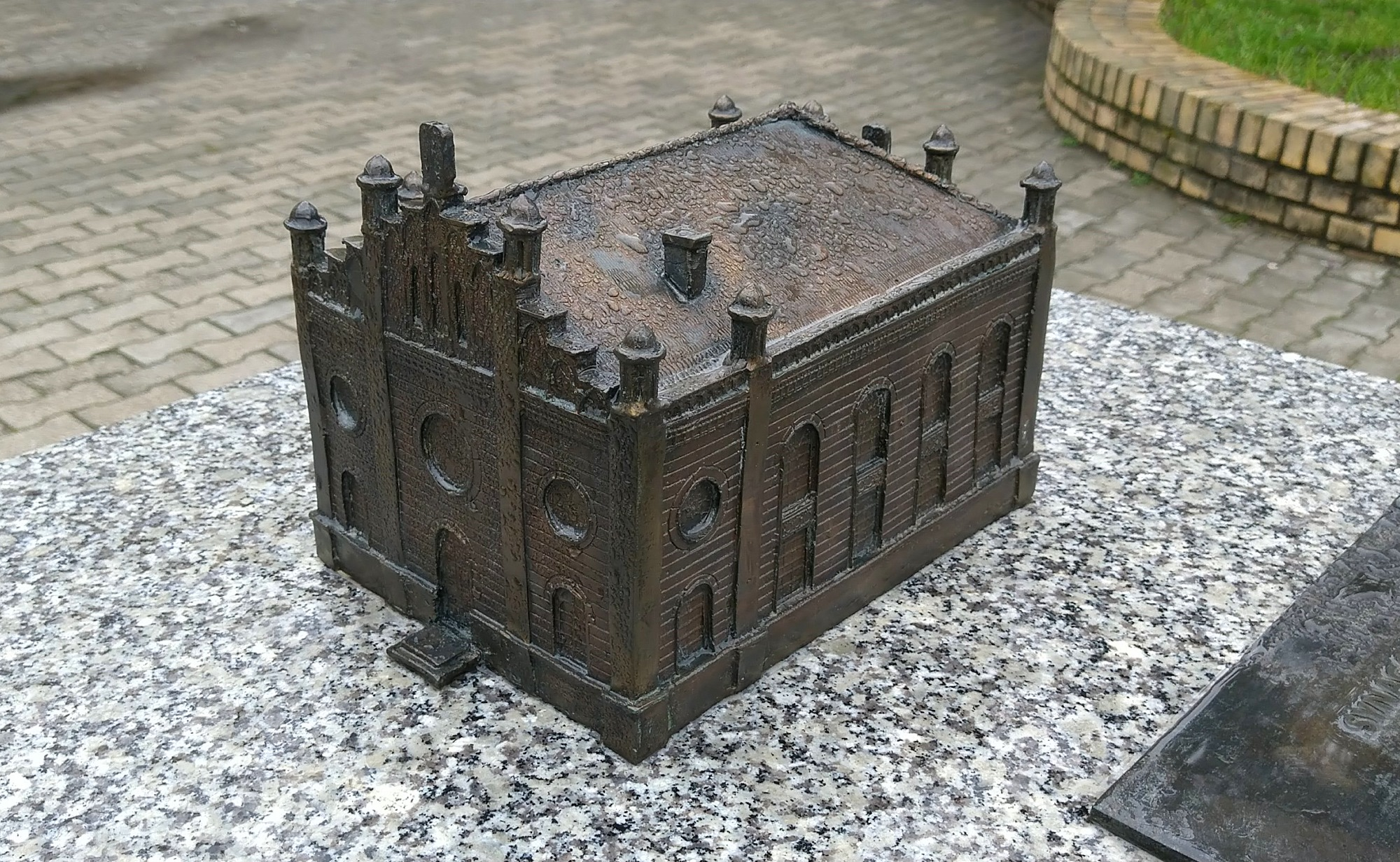
Makieta synagogi
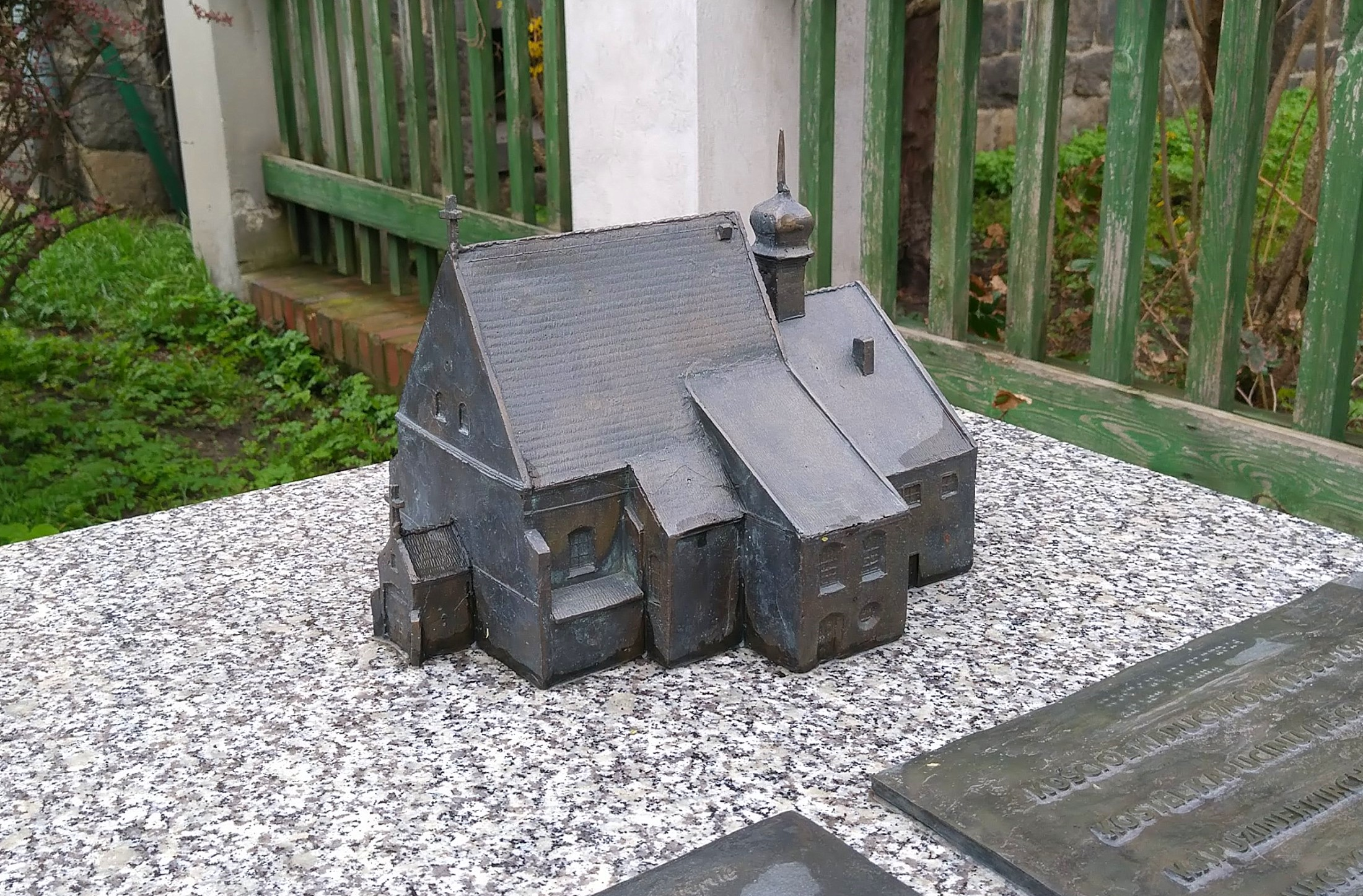
Makieta kościoła kapucynów